# Gnophos perspersaria
Gnophos perspersaria är en fjärilsart som beskrevs av Franck 1826. Gnophos perspersaria ingår i släktet Gnophos och familjen mätare. Inga underarter finns listade i Catalogue of Life.